# Ludwig Scotty
Ludwig Derangadage Scotty (Anabar, 20 de junho de 1948) é um advogado e político. Foi presidente de Nauru entre 29 de maio e 8 de agosto de 2003 e de novo entre 22 de Julho de 2004 e 19 de dezembro de 2007.

## Biografia
Ludwig Scotty nasceu e cresceu no distrito de Anabar, onde estudou até o secundário. Estudou Direito na Universidade do Pacífico Sul, em Fiji. A 15 de março de 1983 foi eleito para o parlamento de Nauru, representando Anabar. Posteriormente foi diretor do Banco de Nauru, da Corporação de Reabilitação de Nauru, e da companhia de aviação Air Nauru. Também atuou como porta-voz do parlamento do final da década de 1990 até 2000, representando o distrito de Anabar.

## Presidência de Nauru
Depois da curta administração de Derog Gioura, Scotty foi eleito presidente de Nauru com 10 votos a favor e 7 contrários. Em agosto de 2003, por um voto de desconfiança do parlamento, foi destituído.
Entre 2003 e 2004 retornou ao parlamento de Nauru e permaneceu na oposição. No dia 22 de Junho de 2004 retornou à presidência quando um membro do governo de Harris renunciou.
Scotty foi reeleito para o parlamento em outubro do mesmo ano, e a maioria dos seus aliados também. Em seu segundo mandato, tornou-se o primeiro presidente a não exercer cumulativamente o cargo de ministro de relações exteriores, cargo para o qual indicou David Adeang.
Scotty e seus apoiadores tiveram uma expressiva vitória parlamentar na eleição ocorrida a 25 de Agosto de 2007. A 28 de Agosto, Scotty foi reeleito presidente com o apoio de 14 dos 18 membros do parlamento, derrotando Marcus Stephen.
Apesar das graves dificuldades que as autoridades nauruanas enfrentaram no início do século XXI, sob seu governo foram tomadas medidas de estabilização da economia que tiveram algum efeito. Iniciou-se também uma revisão da constituição, a fim de melhorar o funcionamento do parlamento e dos ministérios.
A 13 de Novembro de 2007 uma moção de desconfiança contra seu governo não obteve sucesso, apesar de rejeitada por uma votação apertada (8 votos contrários e 7 a favor). O motivo da moção foi a alegação de má-conduta de Adeang, e de falta de interesse de Scotty em puni-lo. A 19 de Dezembro porém, uma nova composição do parlamento aprovou (10 votos a 7) um voto de desconfiança, baseada nas mesmas alegações do mês anterior. Scotty deixou o governo retornando às suas funções parlamentares, e Marcus Stephen assumiu no mesmo dia.